# Irma Heijting-Schuhmacher
Irma Heijting-Schuhmacher (ur. 24 lutego 1925 w Ginneken en Bavel, zm. 8 stycznia 2014 w Berkeley Vale) – holenderska pływaczka, dwukrotna medalistka olimpijska.
Zdobyła srebrny medal na mistrzostwach Europy w 1947 w Monte Carlo w sztafecie 4 × 100 m stylem dowolnym (w składzie: Margot Marsman, Schuhmacher, Marie-Louise Vaessen i Hannie Termeulen), a na 100 m stylem dowolnym zajęła 6. miejsce.
Na igrzyskach olimpijskich w 1948 w Londynie wywalczyła brązowy medal w sztafecie 4 × 100 m stylem dowolnym (w składzie: Schuhmacher, Marsman, Vaessen i Termeulen), a na 100 m stylem dowolnym zajęła w finale 6. miejsce.
Największe triumfy święciła na mistrzostwach Europy w 1950 w Wiedniu. Zdobyła złote medale na 100 m stylem dowolnym i w sztafecie 4 × 100 m stylem dowolnym (w składzie: Ann Masser, Termeulen, Vaessen i Schuhmacher), a także srebrny medal na 400 m stylem dowolnym.
Na kolejnych igrzyskach olimpijskich w 1952 w Helsinkach zdobyła srebrny medal w sztafecie 4 × 100 m stylem dowolnym (w składzie: Vaessen, Koosje van Voorn, Termeulen i Schuhmacher). Była 6. w finale wyścigu na 100 m stylem dowolnym, a na 400 m stylem dowolnym odpadła w eliminacjach.
Była mistrzynią Holandii na 100 m stylem dowolnym w 1949 i 1951 oraz na 400 m stylem dowolnym w 1949. Była rekordzistką świata w sztafecie 3 × 100 m stylem motylkowym.